# Мармарска кула
Мармарската кула (на гръцки: Πύργος Μαρμαρίου) е средновековно отбранително съоръжение, разположено на Долна Струма, край античния град Амфиполис, Северна Гърция.

## Местоположение
Кулата е разположена на левия бряг на Струма, на северната стена на античния Амфиполис, срещу другата средновековна византийска кула – Хандашката.

## История
Двете кули са охранявали Мармарския мост над Струма, известен още от Античността. Средновековното село Мармари е споменато и в Калимановата грамота.
Кулата е построена в 1367 година, според вградения в нея надпис, съхраняван днес в Амфиполския музей. Изградена е от братята Йоан, велик примикюр, и Алексий, велик стратопедах, притежавали земя в района и на практика феодални владетели на Хрисополис и Тасос. По-късно, преди 1384 година, кулата е дарена от Йоан на атонския манастир Пантократор.

## Описание
От кулата е запазен само първият етаж и една стена от втория етаж. Сградата е изградена изцяло от материал, взет от останките на античния Амфиполис. Кулата показва забележителна прилика със съвременната ѝ Мариина кула (1374).
Размерите на основата на кулата са 10,70 m x 10,00 m. Периметърната зидария е запазена на височина 5 m, а най-високата част на западната стена до 14 m. Частта от северната стена, която е запазена до XX век, е срутена.